# Kanton Lingolsheim
Lingolsheim is een kanton van het Franse departement Bas-Rhin en valt onder het  arrondissement Strasbourg. De hoofdplaats is het gelijknamige Lingolsheim
Het kanton is op 22 maart 2015 samengesteld uit de gemeente Lingolsheim, dat daarvoor onderdeel was van het kanton Illkirch-Graffenstaden, de gemeenten Blaesheim, Entzheim, Fegersheim, Geispolsheim, Holtzheim, Kolbsheim en Lipsheim van het kanton Geispolsheim, Achenheim, Breuschwickersheim, Hangenbieten en Oberschaeffolsheim van het kanton Mundolsheim en de gemeente Osthoffen van het kanton Truchtersheim. Op Illkirch-Graffenstaden na werden de genoemde kantons op deze dag opgeheven.

## Gemeenten
Het kanton Lingolsheim omvat de volgende gemeenten:
- Achenheim
- Blaesheim
- Breuschwickersheim
- Entzheim
- Fegersheim
- Geispolsheim
- Hangenbieten
- Holtzheim
- Kolbsheim
- Lingolsheim
- Lipsheim
- Oberschaeffolsheim
- Osthoffen